# 尼泊尔雾水葛
尼泊尔雾水葛（学名：Pouzolzia sanguinea var. nepalensis）为荨麻科雾水葛属下的一个变种。

## 扩展阅读
- 維基物種上的相關：尼泊尔雾水葛